# Pietro Barbone
Pietro Barbone, auch Piotr Barbon oder Pietro di Barbona († 1588 in Lemberg, Polen-Litauen), war ein italienischer Bildhauer und Architekt der Renaissance, der vor allem in Polen tätig war.

## Leben
Pietro Barbone stammte aus Barbona. Es ist nicht bekannt, wann er nach Polen-Litauen kam. Er arbeitete in Lemberg oft mit Paolo Romano, mit dem er eine Personengesellschaft gründete.

## Werke

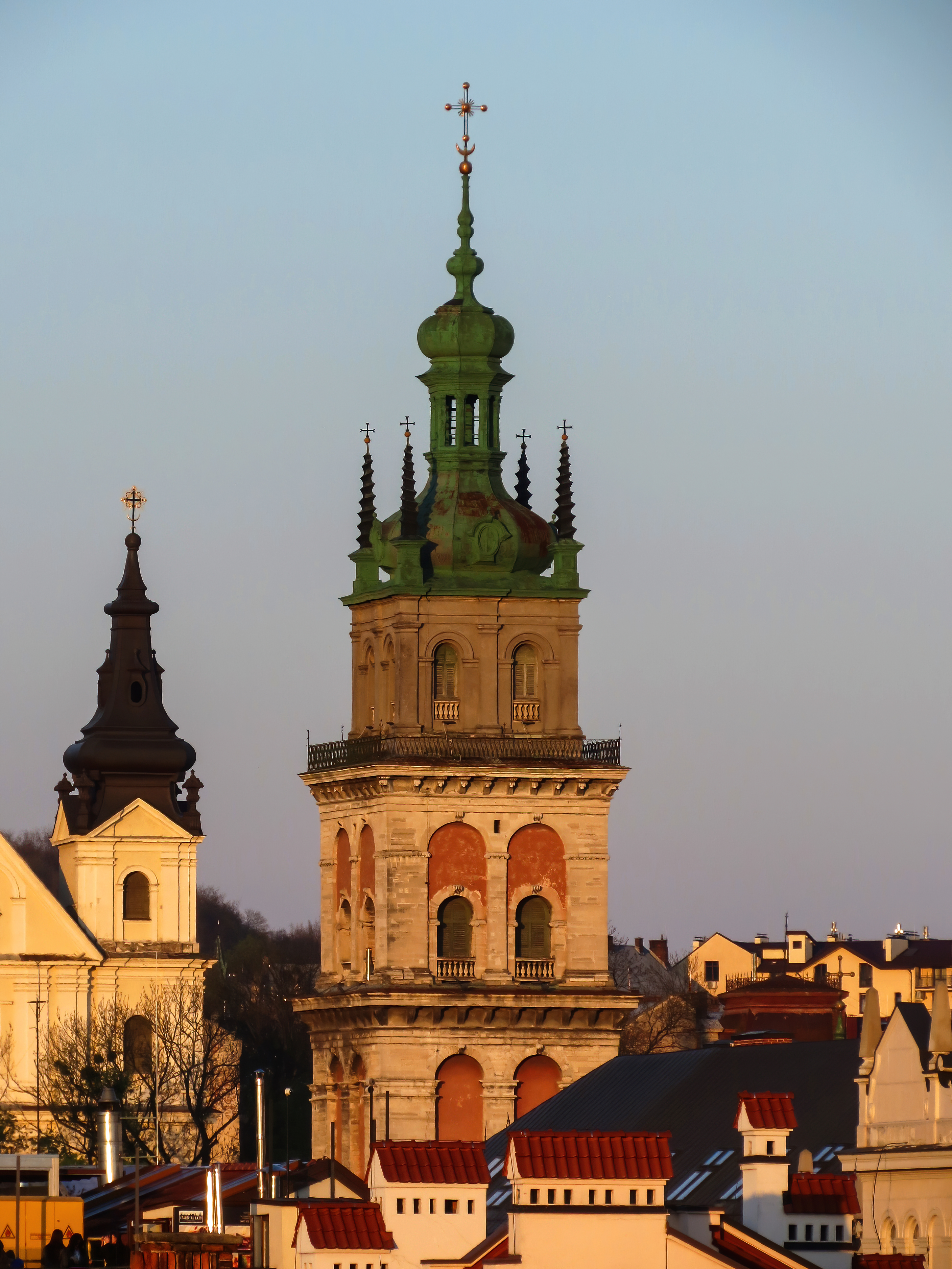
Glockenturm der Mariä-Entschlafens-Kirche

Pietro Barbone war vor allem in Lemberg tätig. Er gestaltete zusammen mit Paolo Romano folgende Gebäude: 
- Mariä-Entschlafens-Kirche in Lemberg (Glockenturm)
- Schwarzes Haus in Lemberg